# Szánthó Éva
Szánthó (Szántó) Éva (Marosvásárhely, 1928. július 5.–) erdélyi magyar gyógyszerész, gyógyszerészeti szakíró.

## Életútja, munkássága
1947-ben érettségizett szülővárosában, 1951-ben kapott gyógyszerész oklevelet a marosvásárhelyi OGYI-n. Már hallgató korában gyakornok a gyógyszerészeti kémia tanszéken, 1952–54 között tanársegéd a biokémiai, majd a gyógyszertechnológiai tanszéken, ez utóbbin 1967-től adjunktus. Főgyógyszerészi fokozatot 1961-ben, gyógyszerész doktori címet 1967-ben Kolozsváron nyert. 1985-ben nyugdíjba vonult.

## Munkássága
Kutatási területe a gyógyszertári körülmények között előállított készítmények minőségének javítása (stabilitás, inkompatibilia), antibiotikum tartalmú gyógyszerek vizsgálata és a gyógynövények (különböző Datura-fajok) észszerű értékesítése. Ezekkel kapcsolatos közleményei az Orvosi Szemle, Farmacia, Herba Hungarica c. folyóiratokban jelentek meg.

## Egyetemi jegyzetek társszerzője
- Îndrumător de lucrări practice de farmacie galenică (Marosvásárhely, 1966);
- Îndrumător pentru lucrări practice de tehnica farmaceutică (Marosvásárhely, 1972);
- Tehnica farmaceutică. I–III. (Marosvásárhely, 1977–78);
- Gyógyszertechnológia. II–III. (Marosvásárhely, 1982, 1983).